# Brandon Graham
Brandon Lee Graham (* 3. April 1988 in Detroit, Michigan) ist ein ehemaliger US-amerikanischer American-Football-Spieler auf der Position des Defensive Ends. Er spielte fünfzehn Jahre für die Philadelphia Eagles in der National Football League (NFL) und gewann mit ihnen den Super Bowl LII und den Super Bowl LIX.

## Frühe Jahre
Graham besuchte die Crockett Tech High School in Detroit. Dort spielte er unter anderem als Linebacker, Guard, Kicker und Punter. Zusätzlich kam er in seinem letzten Jahr als Tight End und Fullback zum Einsatz. Graham galt als einer der besten Footballspieler im Staat Michigan. Mit seiner Highschool konnte er unter anderem eine Meisterschaft im Staat gewinnen, außerdem wurde Graham ins USA Today All-USA High School All-American Team und zum Michigan Gatorade Player of the Year gewählt.

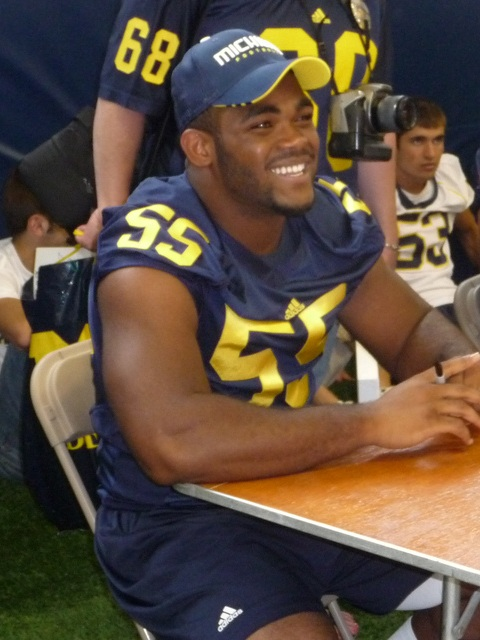
Graham bei Michigan (2009)

Nach seinem Highschoolabschluss erhielt Graham ein Stipendium der University of Michigan, in deren Footballmannschaft er von 2006 bis 2009 spielte. Ursprünglich sollte er dort als Linebacker spielen, nachdem er in seinem letzten Highschooljahr allerdings 18 kg zugenommen hatte, wurde er fortan als Defensive End eingesetzt. Er kam direkt im ersten Spiel für Michigan zum Einsatz, war dennoch in seinem ersten Jahr zumeist Backup für LaMarr Woodley. Ab seinem 2. Jahr wurde Graham jedoch Stammspieler auf der Position des Defensive Ends. Nach seinem 3. Jahr wurde er zum Most Valuable Player seines Teams gewählt. Sein letztes Jahr, die Saison 2009, wurde zu seinem besten Jahr an der Universität. Er spielte in 12 Spielen und verzeichnete insgesamt 64 Tackles und 10,5 Sacks. Zusätzlich hatte er einen Punt Return Touchdown. Für seine Leistungen in diesem Jahr wurde er zum MVP der Big Ten Conference gewählt. Zusätzlich erreichte er das First-Team All-American und das First-Team All-Big Ten. Des Weiteren konnte er mit seiner Mannschaft 2007 den Capital One Bowl gewinnen.

## NFL
Im NFL-Draft 2010 wurde Graham in der 1. Runde an 13. Stelle von den Philadelphia Eagles ausgewählt. Dort unterschrieb er seinen Rookie-Vertrag über 5 Jahre und 16,9 Millionen US-Dollar. Zu Beginn der Saison wurde er von Cheftrainer Andy Reid zum Stammspieler auf der Position des Defensive Ends neben Trent Cole ernannt. Sein NFL-Debüt gab er am 1. Spieltag der Saison 2010 bei der 20:27-Niederlage gegen die Green Bay Packers. Am darauffolgenden Spieltag hatte er seinen ersten Sack beim 35:32-Sieg gegen die Detroit Lions an deren Quarterback Shaun Hill. Am 14. Spieltag beim 30:27-Sieg gegen die Dallas Cowboys verletzte er sich jedoch, sodass er für die restliche Saison ausfiel. Auch von der Saison 2011 verpasste er einen Großteil verletzt. Nachdem er in der Saison 2012 nur begrenzte Spielzeit bekommen hatte, wurde er ab der Saison 2013 wieder als Linebacker eingesetzt, erhielt jedoch nicht signifikant mehr Spielzeit. Nachdem die Eagles im Jahr 2013 insgesamt 10 Spiele gewinnen konnten und nur 6 verloren, qualifizierten sie sich für die NFL-Playoffs. Dort gab Graham sein Debüt in der 1. Runde beim Spiel gegen die New Orleans Saints, das jedoch mit 24:26 verloren wurde.
Vor der Saison 2015 unterschrieb er einen neuen Vertrag über 4 Jahre bei den Eagles. Tatsächlich erhielt Graham in dieser Saison auch mehr Spielzeiten und wurde in der Saison 2016 endgültig Stammspieler, allerdings erneut auf der Position des Defensive Ends. Am 13. Spieltag erreichte er bei der 14:32-Niederlage gegen die Cincinnati Bengals insgesamt 9 Tackles, seinen Karrierehöchstwert. Insgesamt kam er in der Saison auf 59 Tackles und 5,5 Sacks. Wegen dieser guten Statistiken wurde er auch nach der Saison von der Associated Press ins Second Team All-Pro gewählt. Am 14. Spieltag der Saison 2017 konnte er beim 43:35-Sieg gegen die Los Angeles Rams seinen ersten Touchdown erzielen, nachdem er einen Fumble recoverte und in die gegnerische Endzone trug. Insgesamt konnte er mit den Eagles 13 Spiele gewinnen, und da sie nur 3 verloren, qualifizierten sie sich erneut für die Playoffs. Nach zwei Siegen erreichten sie den Super Bowl LII, den die Eagles mit 41:33 gegen die New England Patriots gewinnen konnten. Dabei konnte er einen Fumble von Tom Brady im 4. Quarter des Spiel erzwingen. Vor der Saison 2019 unterschrieb Graham einen neuen Dreijahresvertrag über 40 Millionen US-Dollar bei den Eagles. Am 5. Spieltag der Saison 2019 konnte er beim 31:6-Sieg der Eagles gegen die New York Jets deren Quarterback Luke Falk insgesamt dreimal sacken, dies ist bis dato sein Karrierehöchstwert. Nach der Saison 2020 wurde er zum ersten Mal in seiner Karriere in den Pro Bowl gewählt.
Nach seinen guten Leistungen im Vorjahr verlängerte Graham seinen Vertrag bei den Eagles im März 2021 um zwei weitere Jahre. Er begann die Saison auch erneut als Starter in der Defense und konnte im Saisonauftakt, einem 32:6-Sieg gegen die Atlanta Falcons, zwei Tackles verzeichnen. Allerdings zog sich Graham bei der 11:17-Niederlage gegen die San Francisco 49ers am 2. Spieltag einen Achillessehnenriss zu, sodass er verletzungsbedingt für die restliche Saison ausfiel. In der Saison 2022 kam er daraufhin nur als Backup hinter Josh Sweat als Defensive End zum Einsatz. Dennoch spielte er eine sehr gute Saison. Bereits am 3. Spieltag der Saison konnte er beim 24:8-Sieg gegen die Washington Commanders 2,5 Sacks an deren Quarterback Carson Wentz verzeichnen. Dazu gelangen ihm sechs Tackles und er konnte einen Fumble erzwingen. Aufgrund dieser guten Leistung wurde Graham daraufhin zum NFC Defensive Player of the Week ernannt. Diese Leistung konnte er am 14. Spieltag allerdings noch einmal übertreffen: Beim 48:22-Sieg gegen die New York Giants gelangen ihm drei Sacks, dazu kamen vier Tackles und ein erzwungener Fumble. Daraufhin wurde Graham erneut zum NFC Defensive Player of the Week ernannt. Mit insgesamt 11 Sacks in der Regular Season spielte er die in dieser Hinsicht statistisch beste Saison seiner Karriere. Bei den Eagles konnte er die zweitmeisten nach Linebacker Haason Reddick verzeichnen. Mit insgesamt 14 Siegen bei drei Niederlagen konnten die Eagles 2022 die NFC East gewinnen und sich somit für die Playoffs qualifizieren. Dort erreichten sie nach Siegen gegen die New York Giants und die San Francisco 49ers Super Bowl LVII gegen die Kansas City Chiefs. In dem Spiel kam Graham erneut als Backup zum Einsatz, konnte die 35:38-Niederlage jedoch nicht verhindern.
Am 10. März 2023 verlängerte Graham seinen Vertrag bei den Eagles um ein weiteres Jahr. In der Saison war er weiterhin ein wichtiger Bestandteil in der Defense und kam in allen 17 Saisonspielen zum Einsatz, war jedoch nicht mehr als Starter seiner Mannschaft aktiv. Beim 28:23-Sieg gegen die Dallas Cowboys am 9. Spieltag konnte er 1,5 Sacks an Dak Prescott verzeichnen. Auch im einzigen Playoffspiel der Saison, einer 9:32-Niederlage gegen die Tampa Bay Buccaneers, gelang ihm ein Sack. Am 26. November 2023 erreichte er beim 37:34-Sieg gegen die Buffalo Bills sein 189. Regular-Season-Spiel für die Eagles, wodurch er den zuvor von David Akers gehaltenen Franchise-Rekord brach. Am 9. März 2024 verlängerte er seinen Vertrag erneut um ein Jahr bei den Eagles. In die Saison 2024 startete er, ähnlich wie in die Vorsaison, als Rotationsspieler in der Defense. Seinen einzigen Start hatte er bei der 16:33-Niederlage gegen die Tampa Bay Buccaneers am 4. Spieltag, bei dem ihm ein Sack gelang. Beim 37:20-Sieg gegen die Los Angeles Rams am 12. Spieltag riss er sich jedoch den Trizeps, sodass er auf die Injured Reserve Liste gesetzt werden musste. In seiner Abwesenheit erreichten die Eagles Super Bowl LIX gegen die Kansas City Chiefs. Allerdings wurde er genau rechtzeitig zum Super Bowl wieder genesen und von der Injured Reserve Liste genommen. Im Spiel kam er als Rotationsspieler in der Defense zum Einsatz und konnte ein Tackle verzeichnen. Da die Eagles das Spiel mit 40:22 gewannen, konnte er seinen zweiten Super-Bowl-Sieg feiern.
Nach der Saison 2024 gab Graham am 18. März 2025 sein Karriereende bekannt.

## Karrierestatistiken
| Legende | Legende            |
| ------- | ------------------ |
|         | Super-Bowl-Sieg    |
| Fett    | Karrierehöchstwert |

### Regular Season
| Saison                             | Team             | Spiele | Spiele  | Tackles | Tackles | Tackles | Tackles | Interceptions | Interceptions | Interceptions | Interceptions | Interceptions | Interceptions | Fumbles | Fumbles | Fumbles |
| Saison                             | Team             | Gesamt | Starter | Gesamt  | Solo    | Assist  | Sack    | PD            | Int           | Yards         | Avg           | Lang          | TD            | FF      | FR      | TD      |
| ---------------------------------- | ---------------- | ------ | ------- | ------- | ------- | ------- | ------- | ------------- | ------------- | ------------- | ------------- | ------------- | ------------- | ------- | ------- | ------- |
| 2010                               | Eagles           | 13     | 6       | 13      | 12      | 1       | 3,0     | 0             | 0             | 0             | 0,0           | 0             | 0             | 2       | 0       | 0       |
| 2011                               | Eagles           | 3      | 0       | 4       | 4       | 0       | 0,0     | 0             | 0             | 0             | 0,0           | 0             | 0             | 0       | 0       | 0       |
| 2012                               | Eagles           | 16     | 6       | 38      | 30      | 8       | 5,5     | 1             | 0             | 0             | 0,0           | 0             | 0             | 2       | 1       | 0       |
| 2013                               | Eagles           | 16     | 0       | 19      | 15      | 4       | 3,0     | 0             | 0             | 0             | 0,0           | 0             | 0             | 0       | 0       | 0       |
| 2014                               | Eagles           | 16     | 1       | 46      | 35      | 11      | 5,5     | 0             | 0             | 0             | 0,0           | 0             | 0             | 4       | 0       | 0       |
| 2015                               | Eagles           | 16     | 10      | 51      | 39      | 12      | 6,5     | 1             | 0             | 0             | 0,0           | 0             | 0             | 3       | 0       | 0       |
| 2016                               | Eagles           | 16     | 16      | 59      | 41      | 18      | 5,5     | 1             | 0             | 0             | 0,0           | 0             | 0             | 2       | 1       | 0       |
| 2017                               | Eagles           | 15     | 15      | 47      | 33      | 14      | 9,5     | 2             | 0             | 0             | 0,0           | 0             | 0             | 2       | 1       | 1       |
| 2018                               | Eagles           | 16     | 16      | 39      | 31      | 8       | 4,0     | 2             | 0             | 0             | 0,0           | 0             | 0             | 1       | 1       | 0       |
| 2019                               | Eagles           | 16     | 16      | 50      | 35      | 15      | 8,5     | 0             | 0             | 0             | 0,0           | 0             | 0             | 1       | 2       | 0       |
| 2020                               | Eagles           | 16     | 16      | 46      | 35      | 11      | 8,0     | 0             | 0             | 0             | 0,0           | 0             | 0             | 2       | 1       | 0       |
| 2021                               | Eagles           | 2      | 2       | 2       | 2       | 0       | 0,0     | 0             | 0             | 0             | 0,0           | 0             | 0             | 0       | 0       | 0       |
| 2022                               | Eagles           | 17     | 1       | 35      | 19      | 16      | 11,0    | 1             | 0             | 0             | 0,0           | 0             | 0             | 2       | 0       | 0       |
| 2023                               | Eagles           | 17     | 0       | 16      | 11      | 5       | 3,0     | 1             | 0             | 0             | 0,0           | 0             | 0             | 0       | 0       | 0       |
| 2024                               | Eagles           | 11     | 1       | 20      | 15      | 5       | 3,5     | 2             | 0             | 0             | 0,0           | 0             | 0             | 1       | 0       | 0       |
| Gesamte Karriere                   | Gesamte Karriere | 206    | 106     | 487     | 359     | 128     | 76,5    | 11            | 0             | 0             | 0,0           | 0             | 0             | 22      | 7       | 1       |
| Quelle: pro-football-reference.com |                  |        |         |         |         |         |         |               |               |               |               |               |               |         |         |         |

### Postseason
| 2013                               | Eagles           | 1  | 0 | 3            | 2            | 1            | 1,0          | 0            | 0            | 0            | 0,0          | 0            | 0            | 0            | 0            | 0            |              |              |
| 2017                               | Eagles           | 3  | 3 | 4            | 4            | 0            | 1,0          | 0            | 0            | 0            | 0,0          | 0            | 0            | 1            | 0            | 0            |              |              |
| 2018                               | Eagles           | 2  | 2 | 5            | 3            | 2            | 1,5          | 0            | 0            | 0            | 0,0          | 0            | 0            | 1            | 0            | 0            |              |              |
| 2019                               | Eagles           | 1  | 1 | 0            | 0            | 0            | 0,0          | 0            | 0            | 0            | 0,0          | 0            | 0            | 0            | 0            | 0            |              |              |
| 2021                               | Eagles           | 0  | 0 | Ohne Einsatz | Ohne Einsatz | Ohne Einsatz | Ohne Einsatz | Ohne Einsatz | Ohne Einsatz | Ohne Einsatz | Ohne Einsatz | Ohne Einsatz | Ohne Einsatz | Ohne Einsatz | Ohne Einsatz | Ohne Einsatz | Ohne Einsatz | Ohne Einsatz |
| 2022                               | Eagles           | 3  | 0 | 3            | 3            | 0            | 1,0          | 0            | 0            | 0            | 0,0          | 0            | 0            | 0            | 0            | 0            |              |              |
| 2023                               | Eagles           | 1  | 0 | 5            | 5            | 0            | 1,0          | 0            | 0            | 0            | 0,0          | 0            | 0            | 0            | 0            | 0            |              |              |
| 2024                               | Eagles           | 1  | 0 | 1            | 1            | 0            | 0,0          | 0            | 0            | 0            | 0,0          | 0            | 0            | 0            | 0            | 0            |              |              |
| Gesamte Karriere                   | Gesamte Karriere | 12 | 6 | 21           | 18           | 3            | 5,5          | 0            | 0            | 0            | 0,0          | 0            | 0            | 2            | 0            | 0            |              |              |
| Quelle: pro-football-reference.com |                  |    |   |              |              |              |              |              |              |              |              |              |              |              |              |              |              |              |